# Pulvinaria simulans
Pulvinaria simulans är en insektsart som beskrevs av Cockerell 1894. Pulvinaria simulans ingår i släktet Pulvinaria och familjen skålsköldlöss. Inga underarter finns listade i Catalogue of Life.